# 路易斯·奥尔蒂斯
路易斯·奥尔蒂斯·弗洛雷斯（西班牙語：Luis Ortiz Flores，1965年11月5日—），波多黎各男子拳击运动员。他曾代表波多黎各参加1984年夏季奥林匹克运动会拳击比赛，获得一枚银牌。